# Saison 2017-2018 des 76ers de Philadelphie
La saison 2017-2018 des 76ers de Philadelphie est la 79e saison de la franchise en National Basketball Association (NBA).

## Draft
| Tour | Choix | Joueur           | Poste | Nationalité | Provenance                        |
| ---- | ----- | ---------------- | ----- | ----------- | --------------------------------- |
| 1    | 1     | Markelle Fultz   | PG    | États-Unis  | Huskies de Washington             |
| 1    | 25    | Anžejs Pasečņiks | C     | Lettonie    | CB Gran Canaria (Espagne)         |
| 2    | 36    | Jonah Bolden     | PF    | Australie   | Étoile rouge de Belgrade (Serbie) |
| 2    | 50    | Mathias Lessort  | PF/C  | France      | Nanterre 92 (France)              |

## Matchs

### Summer League
| Summer League Total: 2-6 |

| Match | Date match | Équipe      | Score    | Meilleur marqueur   | Meilleur rebondeur | Meilleur passeur             | Lieux                  | Série |
| ----- | ---------- | ----------- | -------- | ------------------- | ------------------ | ---------------------------- | ---------------------- | ----- |
| 1     | 3 juillet  | Boston      | D 88-89  | Markelle Fultz (17) | Alex Poythress (8) | Luwawu-Cabarrot, Drew II (5) | Jon M. Huntsman Center | 0 - 1 |
| 2     | 5 juillet  | Utah        | D 94-100 | Markelle Fultz (23) | Alex Poythress (8) | Markelle Fultz (5)           | Jon M. Huntsman Center | 0 - 2 |
| 3     | 6 juillet  | San Antonio | V 94-86  | Isaiah Miles (18)   | Jonah Bolden (8)   | Larry Drew II (5)            | Jon M. Huntsman Center | 1 - 2 |

| Match | Date match | Équipe       | Score     | Meilleur marqueur            | Meilleur rebondeur | Meilleur passeur   | Lieux                | Série |
| ----- | ---------- | ------------ | --------- | ---------------------------- | ------------------ | ------------------ | -------------------- | ----- |
| 1     | 8 juillet  | Golden State | V 95-93   | Furkan Korkmaz (15)          | Jonah Bolden (10)  | Larry Drew II (6)  | Thomas & Mack Center | 1 - 0 |
| 2     | 9 juillet  | San Antonio  | D 95-101  | Aaron Harrison (14)          | Alex Poythress (6) | Larry Drew II (5)  | Thomas & Mack Center | 1 - 1 |
| 3     | 11 juillet | Boston       | D 83-88   | Timothé Luwawu-Cabarrot (16) | Jonah Bolden (8)   | Larry Drew II (5)  | Thomas & Mack Center | 1 - 2 |
| 4     | 12 juillet | L.A. Lakers  | D 102-103 | Furkan Korkmaz (19)          | Jonah Bolden (7)   | Larry Drew II (8)  | Thomas & Mack Center | 1 - 3 |
| 5     | 14 juillet | Chicago      | D 82-99   | Furkan Korkmaz (22)          | Furkan Korkmaz (8) | Isaiah Briscoe (4) | Thomas & Mack Center | 1 - 4 |

### Pré-saison
| Pré-saison Total: 2-3 (Domicile : 1-2 ; Extérieur : 1-3) |

| Match | Date match | Équipe     | Score     | Meilleur marqueur      | Meilleur rebondeur   | Meilleur passeur       | Lieux                             | Série |
| ----- | ---------- | ---------- | --------- | ---------------------- | -------------------- | ---------------------- | --------------------------------- | ----- |
| 1     | 4 octobre  | Memphis    | D 89-110  | Covington, Okafor (13) | Ben Simmons (7)      | Ben Simmons (9)        | Wells Fargo Center                | 0 - 1 |
| 2     | 6 octobre  | Boston     | D 102-110 | Jerryd Bayless (15)    | Robert Covington (7) | McConnell, Simmons (5) | Wells Fargo Center                | 0 - 2 |
| 3     | 9 octobre  | @ Boston   | D 96-113  | Ben Simmons (15)       | Šarić, Johnson (7)   | T. J. McConnell (4)    | TD Garden                         | 0 - 3 |
| 4     | 11 octobre | @ Brooklyn | V 133-114 | Dario Šarić (26)       | Dario Šarić (9)      | T. J. McConnell (7)    | Nassau Veterans Memorial Coliseum | 1 - 3 |
| 5     | 13 octobre | Miami      | V 119-95  | Redick, Simmons (19)   | Trois joueurs (7)    | Ben Simmons (5)        | Sprint Center                     | 2 - 3 |

### Saison régulière
| Saison régulière Total: 52-30 (Domicile : 30-11 ; Extérieur : 22-19) |

| Match | Date match | Équipe       | Score     | Meilleur marqueur     | Meilleur rebondeur   | Meilleur passeur       | Lieux                    | Série |
| ----- | ---------- | ------------ | --------- | --------------------- | -------------------- | ---------------------- | ------------------------ | ----- |
| 1     | 18 octobre | @ Washington | D 115-120 | Robert Covington (29) | Joel Embiid (13)     | Ben Simmons (5)        | Capital One Arena        | 0 - 1 |
| 2     | 20 octobre | Boston       | D 92-102  | J. J. Redick (19)     | Joel Embiid (14)     | Ben Simmons (5)        | Wells Fargo Center       | 0 - 2 |
| 3     | 21 octobre | @ Toronto    | D 94-128  | Ben Simmons (18)      | Ben Simmons (10)     | Ben Simmons (8)        | Centre Air Canada        | 0 - 3 |
| 4     | 24 octobre | @ Détroit    | V 97-86   | Joel Embiid (30)      | Ben Simmons (12)     | Ben Simmons (10)       | Little Caesars Arena     | 1 - 3 |
| 5     | 25 octobre | Houston      | D 104-105 | J. J. Redick (22)     | Johnson, Simmons (7) | McConnell, Simmons (9) | Wells Fargo Center       | 1 - 4 |
| 6     | 28 octobre | @ Dallas     | V 112-110 | Embiid, Simmons (23)  | Joel Embiid (9)      | McConnell, Simmons (8) | American Airlines Center | 2 - 4 |
| 7     | 30 octobre | @ Houston    | V 115-107 | Ben Simmons (24)      | Amir Johnson (10)    | Ben Simmons (9)        | Toyota Center            | 3 - 4 |

| Match | Date match   | Équipe          | Score     | Meilleur marqueur     | Meilleur rebondeur | Meilleur passeur       | Lieux                   | Série  |
| ----- | ------------ | --------------- | --------- | --------------------- | ------------------ | ---------------------- | ----------------------- | ------ |
| 8     | 1er novembre | Atlanta         | V 119-109 | Robert Covington (22) | Ben Simmons (13)   | Ben Simmons (9)        | Wells Fargo Center      | 4 - 4  |
| 9     | 3 novembre   | Indiana         | V 121-110 | J. J. Redick (31)     | Ben Simmons (11)   | Ben Simmons (11)       | Wells Fargo Center      | 5 - 4  |
| 10    | 7 novembre   | @ Utah          | V 104-97  | Dario Šarić (25)      | Ben Simmons (13)   | T. J. McConnell (8)    | Vivint Smart Home Arena | 6 - 4  |
| 11    | 9 novembre   | @ Sacramento    | D 108-109 | Robert Covington (24) | Joel Embiid (15)   | Simmons, McConnell (6) | Golden 1 Center         | 6 - 5  |
| 12    | 11 novembre  | @ Golden State  | D 114-135 | J. J. Redick (17)     | Embiid, Holmes (7) | Ben Simmons (8)        | Oracle Arena            | 6 - 6  |
| 13    | 13 novembre  | @ L.A. Clippers | V 109-105 | Joel Embiid (32)      | Joel Embiid (16)   | McConnell, Redick (6)  | Staples Center          | 7 - 6  |
| 14    | 15 novembre  | @ L.A. Lakers   | V 115-109 | Joel Embiid (46)      | Joel Embiid (15)   | Ben Simmons (10)       | Staples Center          | 8 - 6  |
| 15    | 18 novembre  | Golden State    | D 116-124 | Ben Simmons (23)      | Dario Šarić (10)   | Ben Simmons (12)       | Wells Fargo Center      | 8 - 7  |
| 16    | 20 novembre  | Utah            | V 107-86  | Ben Simmons (27)      | Amir Johnson (13)  | T. J. McConnell (5)    | Wells Fargo Center      | 9 - 7  |
| 17    | 22 novembre  | Portland        | V 101-81  | Joel Embiid (28)      | Joel Embiid (12)   | Ben Simmons (9)        | Wells Fargo Center      | 10 - 7 |
| 18    | 25 novembre  | Orlando         | V 130-111 | J. J. Redick (29)     | Joel Embiid (14)   | T. J. McConnell (13)   | Wells Fargo Center      | 11 - 7 |
| 19    | 27 novembre  | Cleveland       | D 91-113  | Joel Embiid (30)      | Joel Embiid (11)   | Robert Covington (4)   | Wells Fargo Center      | 11 - 8 |
| 20    | 29 novembre  | Washington      | V 118-113 | Ben Simmons (31)      | Ben Simmons (18)   | Quatre joueurs (4)     | Wells Fargo Center      | 12 - 8 |
| 21    | 30 novembre  | @ Boston        | D 97-108  | Dario Šarić (18)      | Dario Šarić (10)   | Ben Simmons (7)        | TD Garden               | 12 - 9 |

| Match | Date match  | Équipe             | Score           | Meilleur marqueur      | Meilleur rebondeur    | Meilleur passeur    | Lieux                      | Série   |
| ----- | ----------- | ------------------ | --------------- | ---------------------- | --------------------- | ------------------- | -------------------------- | ------- |
| 22    | 2 décembre  | Détroit            | V 108-103       | Joel Embiid (25)       | Embiid, Simmons (10)  | J. J. Redick (7)    | Wells Fargo Center         | 13 - 9  |
| 23    | 4 décembre  | Phoenix            | D 101-115       | J. J. Redick (25)      | Joel Embiid (12)      | Ben Simmons (7)     | Wells Fargo Center         | 13 - 10 |
| 24    | 7 décembre  | L.A. Lakers        | D 104-107       | Joel Embiid (33)       | Ben Simmons (12)      | Ben Simmons (15)    | Wells Fargo Center         | 13 - 11 |
| 25    | 9 décembre  | @ Cleveland        | D 98-105        | Covington, Redick (19) | Dario Šarić (9)       | Ben Simmons (10)    | Quicken Loans Arena        | 13 - 12 |
| 26    | 10 décembre | @ Nouvelle-Orléans | D 124-131       | J. J. Redick (28)      | Dario Šarić (11)      | Ben Simmons (10)    | Smoothie King Center       | 13 - 13 |
| 27    | 12 décembre | @ Minnesota        | V 118-112 (OT)  | Joel Embiid (28)       | Joel Embiid (12)      | Embiid, Simmons (8) | Target Center              | 14 - 13 |
| 28    | 15 décembre | Oklahoma City      | D 117-119 (3OT) | Joel Embiid (34)       | Robert Covington (10) | Ben Simmons (11)    | Wells Fargo Center         | 14 - 14 |
| 29    | 18 décembre | @ Chicago          | D 115-117       | Dario Šarić (27)       | Ben Simmons (11)      | Ben Simmons (9)     | United Center              | 14 - 15 |
| 30    | 19 décembre | Sacramento         | D 95-101        | Robert Covington (17)  | Ben Simmons (12)      | Ben Simmons (9)     | Wells Fargo Center         | 14 - 16 |
| 31    | 21 décembre | Toronto            | D 109-114       | Ben Simmons (20)       | Dario Šarić (10)      | Dario Šarić (9)     | Wells Fargo Center         | 14 - 17 |
| 32    | 23 décembre | @ Toronto          | D 86-102        | Dario Šarić (17)       | Joel Embiid (8)       | Ben Simmons (6)     | Centre Air Canada          | 14 - 18 |
| 33    | 25 décembre | @ New York         | V 105-98        | Joel Embiid (25)       | Joel Embiid (16)      | T. J. McConnell (4) | Madison Square Garden      | 15 - 18 |
| 34    | 28 décembre | @ Portland         | D 110-114       | Joel Embiid (29)       | Embiid, Šarić (9)     | Ben Simmons (8)     | Moda Center                | 15 - 19 |
| 35    | 30 décembre | @ Denver           | V 107-102       | Dario Šarić (20)       | Robert Covington (10) | T. J. McConnell (8) | Pepsi Center               | 16 - 19 |
| 36    | 31 décembre | @ Phoenix          | V 123-110       | Dario Šarić (27)       | Embiid, Simmons (9)   | Ben Simmons (6)     | Talking Stick Resort Arena | 17 - 19 |

| Match | Date match | Équipe          | Score     | Meilleur marqueur | Meilleur rebondeur | Meilleur passeur      | Lieux                     | Série   |
| ----- | ---------- | --------------- | --------- | ----------------- | ------------------ | --------------------- | ------------------------- | ------- |
| 37    | 3 janvier  | San Antonio     | V 112-106 | Ben Simmons (26)  | Joel Embiid (11)   | Quatre joueurs (4)    | Wells Fargo Center        | 18 - 19 |
| 38    | 5 janvier  | Détroit         | V 114-78  | Joel Embiid (23)  | Joel Embiid (9)    | Ben Simmons (9)       | Wells Fargo Center        | 19 - 19 |
| 39    | 10 janvier | Boston          | D 103-114 | J. J. Redick (22) | Joel Embiid (10)   | Embiid, McConnell (5) | O2 Arena, Londres         | 19 - 20 |
| 40    | 15 janvier | Toronto         | V 117-111 | Joel Embiid (34)  | Joel Embiid (11)   | T. J. McConnell (8)   | Wells Fargo Center        | 20 - 20 |
| 41    | 18 janvier | @ Boston        | V 89-80   | Joel Embiid (26)  | Joel Embiid (16)   | Joel Embiid (6)       | TD Garden                 | 21 - 20 |
| 42    | 20 janvier | Milwaukee       | V 116-94  | Joel Embiid (29)  | Joel Embiid (9)    | Ben Simmons (9)       | Wells Fargo Center        | 22 - 20 |
| 43    | 22 janvier | @ Memphis       | D 101-105 | Dario Šarić (22)  | Joel Embiid (14)   | Ben Simmons (7)       | FedExForum                | 22 - 21 |
| 44    | 24 janvier | Chicago         | V 115-101 | Joel Embiid (22)  | Ben Simmons (17)   | Ben Simmons (14)      | Wells Fargo Center        | 23 - 21 |
| 45    | 26 janvier | @ San Antonio   | V 97-78   | Ben Simmons (21)  | Joel Embiid (13)   | Ben Simmons (7)       | AT&T Center               | 24 - 21 |
| 46    | 28 janvier | @ Oklahoma City | D 112-122 | Joel Embiid (27)  | Joel Embiid (10)   | Ben Simmons (7)       | Chesapeake Energy Arena   | 24 - 22 |
| 47    | 29 janvier | @ Milwaukee     | D 95-107  | Dario Šarić (19)  | Dario Šarić (9)    | Ben Simmons (5)       | BMO Harris Bradley Center | 24 - 23 |
| 48    | 31 janvier | @ Brooklyn      | D 108-116 | Joel Embiid (29)  | Joel Embiid (14)   | Ben Simmons (7)       | Barclays Center           | 24 - 24 |

| Match                  | Date match | Équipe           | Score     | Meilleur marqueur  | Meilleur rebondeur   | Meilleur passeur       | Lieux                   | Série   |
| ---------------------- | ---------- | ---------------- | --------- | ------------------ | -------------------- | ---------------------- | ----------------------- | ------- |
| 49                     | 2 février  | Miami            | V 103-97  | Ben Simmons (20)   | Joel Embiid (11)     | McConnell, Simmons (5) | Wells Fargo Center      | 25 - 24 |
| 50                     | 3 février  | @ Indiana        | D 92-100  | Joel Embiid (24)   | Ben Simmons (11)     | Ben Simmons (6)        | Bankers Life Fieldhouse | 25 - 25 |
| 51                     | 6 février  | Washington       | V 115-102 | Joel Embiid (27)   | Joel Embiid (12)     | Ben Simmons (8)        | Wells Fargo Center      | 26 - 25 |
| 52                     | 9 février  | Nouvelle-Orléans | V 100-82  | Embiid, Šarić (24) | Joel Embiid (16)     | Ben Simmons (8)        | Wells Fargo Center      | 27 - 25 |
| 53                     | 10 février | L.A. Clippers    | V 112-98  | Joel Embiid (29)   | Joel Embiid (16)     | Ben Simmons (10)       | Wells Fargo Center      | 28 - 25 |
| 54                     | 12 février | New York         | V 108-92  | Dario Šarić (24)   | T. J. McConnell (10) | T. J. McConnell (11)   | Wells Fargo Center      | 29 - 25 |
| 55                     | 14 février | Miami            | V 104-102 | Dario Šarić (19)   | Ben Simmons (12)     | Ben Simmons (10)       | Wells Fargo Center      | 30 - 25 |
| NBA All-Star Game 2018 |            |                  |           |                    |                      |                        |                         |         |
| 56                     | 22 février | @ Chicago        | V 116-115 | Ben Simmons (32)   | Joel Embiid (13)     | Ben Simmons (11)       | United Center           | 31 - 25 |
| 57                     | 24 février | Orlando          | V 116-105 | Joel Embiid (28)   | Joel Embiid (14)     | Ben Simmons (7)        | Wells Fargo Center      | 32 - 25 |
| 58                     | 25 février | @ Washington     | D 94-109  | Joel Embiid (25)   | Joel Embiid (10)     | Ben Simmons (8)        | Capital One Arena       | 32 - 26 |
| 59                     | 27 février | @ Miami          | D 101-102 | Joel Embiid (23)   | Joel Embiid (8)      | Ben Simmons (6)        | American Airlines Arena | 32 - 27 |

| Match | Date match | Équipe      | Score     | Meilleur marqueur     | Meilleur rebondeur   | Meilleur passeur       | Lieux                     | Série   |
| ----- | ---------- | ----------- | --------- | --------------------- | -------------------- | ---------------------- | ------------------------- | ------- |
| 60    | 1er mars   | @ Cleveland | V 108-97  | J. J. Redick (22)     | Joel Embiid (14)     | Ben Simmons (8)        | Quicken Loans Arena       | 33 - 27 |
| 61    | 2 mars     | Charlotte   | V 110-99  | Joel Embiid (23)      | Joel Embiid (15)     | Ben Simmons (7)        | Wells Fargo Center        | 34 - 27 |
| 62    | 4 mars     | @ Milwaukee | D 110-118 | Dario Šarić (25)      | Joel Embiid (8)      | Ben Simmons (15)       | BMO Harris Bradley Center | 34 - 28 |
| 63    | 6 mars     | @ Charlotte | V 128-114 | Robert Covington (22) | Ben Simmons (8)      | Ben Simmons (13)       | Spectrum Center           | 35 - 28 |
| 64    | 8 mars     | @ Miami     | D 99-108  | Dario Šarić (20)      | Dario Šarić (10)     | Ben Simmons (8)        | American Airlines Arena   | 35 - 29 |
| 65    | 11 mars    | @ Brooklyn  | V 120-97  | Joel Embiid (21)      | Ersan İlyasova (13)  | Simmons, McConnell (6) | Barclays Center           | 36 - 29 |
| 66    | 13 mars    | Indiana     | D 98-101  | Joel Embiid (29)      | Ben Simmons (13)     | Ben Simmons (10)       | Wells Fargo Center        | 36 - 30 |
| 67    | 15 mars    | @ New York  | V 118-110 | Joel Embiid (29)      | Dario Šarić (12)     | Ben Simmons (12)       | Madison Square Garden     | 37 - 30 |
| 68    | 16 mars    | Brooklyn    | V 120-116 | Joel Embiid (24)      | Joel Embiid (19)     | Ben Simmons (12)       | Wells Fargo Center        | 38 - 30 |
| 69    | 19 mars    | Charlotte   | V 108-94  | Joel Embiid (25)      | Joel Embiid (19)     | Ben Simmons (15)       | Wells Fargo Center        | 39 - 30 |
| 70    | 21 mars    | Memphis     | V 119-105 | Quatre joueurs (15)   | Embiid, Simmons (7)  | Ben Simmons (9)        | Wells Fargo Center        | 40 - 30 |
| 71    | 22 mars    | @ Orlando   | V 118-98  | Ersan İlyasova (18)   | Ben Simmons (11)     | Ben Simmons (10)       | Amway Center              | 41 - 30 |
| 72    | 24 mars    | Minnesota   | V 120-108 | Joel Embiid (19)      | Ben Simmons (12)     | Ben Simmons (13)       | Wells Fargo Center        | 42 - 30 |
| 73    | 26 mars    | Denver      | V 123-104 | Embiid, Šarić (20)    | Embiid, Simmons (11) | Ben Simmons (11)       | Wells Fargo Center        | 43 - 30 |
| 74    | 28 mars    | New York    | V 118-101 | Dario Šarić (26)      | Dario Šarić (14)     | Ben Simmons (10)       | Wells Fargo Center        | 44 - 30 |
| 75    | 30 mars    | @ Atlanta   | V 101-91  | Ersan İlyasova (21)   | Ersan İlyasova (16)  | Ben Simmons (11)       | Philips Arena             | 45 - 30 |

| Match | Date match | Équipe      | Score     | Meilleur marqueur    | Meilleur rebondeur    | Meilleur passeur     | Lieux                | Série   |
| ----- | ---------- | ----------- | --------- | -------------------- | --------------------- | -------------------- | -------------------- | ------- |
| 76    | 1er avril  | @ Charlotte | V 119-102 | Marco Belinelli (22) | Robert Covington (11) | Ben Simmons (15)     | Spectrum Center      | 46 - 30 |
| 77    | 3 avril    | Brooklyn    | V 121-95  | J. J. Redick (19)    | Ersan İlyasova (13)   | Johnson, Simmons (6) | Wells Fargo Center   | 47 - 30 |
| 78    | 4 avril    | @ Détroit   | V 115-108 | J. J. Redick (25)    | Ersan İlyasova (11)   | Ben Simmons (7)      | Little Caesars Arena | 48 - 30 |
| 79    | 6 avril    | Cleveland   | V 132-130 | J. J. Redick (28)    | Ben Simmons (15)      | Ben Simmons (13)     | Wells Fargo Center   | 49 - 30 |
| 80    | 8 avril    | Dallas      | V 109-97  | J. J. Redick (18)    | Ersan İlyasova (12)   | Ben Simmons (9)      | Wells Fargo Center   | 50 - 30 |
| 81    | 10 avril   | @ Atlanta   | V 121-113 | J. J. Redick (28)    | Ben Simmons (10)      | Ben Simmons (6)      | Philips Arena        | 51 - 30 |
| 82    | 11 avril   | Milwaukee   | V 130-95  | Justin Anderson (25) | Markelle Fultz (10)   | Markelle Fultz (10)  | Wells Fargo Center   | 52 - 30 |

### Playoffs
| Playoffs Total: 5-5 (Domicile : 3-2 ; Extérieur : 2-3) |

| Match | Date match | Équipe  | Score     | Meilleur marqueur | Meilleur rebondeur  | Meilleur passeur | Lieux                   | Série |
| ----- | ---------- | ------- | --------- | ----------------- | ------------------- | ---------------- | ----------------------- | ----- |
| 1     | 14 avril   | Miami   | V 130-103 | J. J. Redick (28) | Ersan Ilyasova (14) | Ben Simmons (14) | Wells Fargo Center      | 1 - 0 |
| 2     | 16 avril   | Miami   | D 103-113 | Ben Simmons (24)  | Ersan Ilyasova (11) | Ben Simmons (8)  | Wells Fargo Center      | 1 - 1 |
| 3     | 19 avril   | @ Miami | V 128-108 | Joel Embiid (23)  | Ben Simmons (12)    | Ben Simmons (7)  | American Airlines Arena | 2 - 1 |
| 4     | 21 avril   | @ Miami | V 106-102 | J. J. Redick (24) | Ben Simmons (13)    | Ben Simmons (10) | American Airlines Arena | 3 - 1 |
| 5     | 24 avril   | Miami   | V 104-91  | J. J. Redick (27) | Joel Embiid (12)    | Ben Simmons (6)  | Wells Fargo Center      | 4 - 1 |

| Match | Date match | Équipe   | Score         | Meilleur marqueur  | Meilleur rebondeur   | Meilleur passeur       | Lieux Spectateurs  | Série |
| ----- | ---------- | -------- | ------------- | ------------------ | -------------------- | ---------------------- | ------------------ | ----- |
| 1     | 30 avril   | @ Boston | D 101-117     | Joel Embiid (31)   | Joel Embiid (13)     | Ben Simmons (6)        | TD Garden          | 0 - 1 |
| 2     | 3 mai      | @ Boston | D 103-108     | J. J. Redick (23)  | Joel Embiid (14)     | Ben Simmons (7)        | TD Garden          | 0 - 2 |
| 3     | 5 mai      | Boston   | D 98-101 (OT) | Joel Embiid (22)   | Joel Embiid (19)     | Ben Simmons (8)        | Wells Fargo Center | 0 - 3 |
| 4     | 7 mai      | Boston   | V 103-92      | Dario Šarić (25)   | Embiid, Simmons (13) | McConnell, Simmons (5) | Wells Fargo Center | 1 - 3 |
| 5     | 9 mai      | @ Boston | D 112-114     | Embiid, Šarić (27) | Joel Embiid (12)     | McConnell, Simmons (6) | TD Garden          | 1 - 4 |

### Confrontations
| Conférence Est      | Conférence Est                               | Conférence Est                               | Conférence Est                               | Conférence Est                               | Conférence Ouest                             | Conférence Ouest                             | Conférence Ouest                             |
| Division Atlantique | Division Atlantique                          | Division Atlantique                          | Division Atlantique                          | Division Atlantique                          | Division Nord-Ouest                          | Division Nord-Ouest                          | Division Nord-Ouest                          |
| Équipe              | Domicile                                     | Domicile                                     | Extérieur                                    | Extérieur                                    | Équipe                                       | Domicile                                     | Extérieur                                    |
| ------------------- | -------------------------------------------- | -------------------------------------------- | -------------------------------------------- | -------------------------------------------- | -------------------------------------------- | -------------------------------------------- | -------------------------------------------- |
| Boston              | 92-102                                       | 103-114                                      | 97-108                                       | 89-80                                        | Denver                                       | 123-104                                      | 107-102                                      |
| Brooklyn            | 120-116                                      | 121-95                                       | 108-116                                      | 120-97                                       | Minnesota                                    | 120-108                                      | 118-112 (OT)                                 |
| New York            | 108-92                                       | 118-101                                      | 105-98                                       | 118-110                                      | Oklahoma City                                | 117-119 (3OT)                                | 112-122                                      |
|                     |                                              |                                              |                                              |                                              | Portland                                     | 101-81                                       | 110-114                                      |
| Toronto             | 109-114                                      | 117-111                                      | 94-128                                       | 86-102                                       | Utah                                         | 107-86                                       | 104-97                                       |
|                     | 5–3                                          | 5–3                                          | 4–4                                          | 4–4                                          |                                              | 4–1                                          | 3–2                                          |
| Division            | 9–7                                          | 9–7                                          | 9–7                                          | 9–7                                          | Division                                     | 7–3                                          | 7–3                                          |
| Division Centrale   | Division Centrale                            | Division Centrale                            | Division Centrale                            | Division Centrale                            | Division Pacifique                           | Division Pacifique                           | Division Pacifique                           |
| Équipe              | Domicile                                     | Domicile                                     | Extérieur                                    | Extérieur                                    | Équipe                                       | Domicile                                     | Extérieur                                    |
| Chicago             | 115-101                                      |                                              | 115-117                                      | 116-115                                      | Golden State                                 | 116-124                                      | 114-135                                      |
| Cleveland           | 91-113                                       | 132-130                                      | 98-105                                       | 108-97                                       | L.A. Clippers                                | 112-98                                       | 109-105                                      |
| Detroit             | 108-103                                      | 114-78                                       | 97-86                                        | 115-108                                      | L.A. Lakers                                  | 104-107                                      | 115-109                                      |
| Indiana             | 121-110                                      | 98-101                                       | 92-100                                       |                                              | Phoenix                                      | 101-115                                      | 123-110                                      |
| Milwaukee           | 116-94                                       | 130-95                                       | 95-107                                       | 110-118                                      | Sacramento                                   | 95-101                                       | 108-109                                      |
|                     | 7–2                                          | 7–2                                          | 4–5                                          | 4–5                                          |                                              | 1–4                                          | 3–2                                          |
| Division            | 11–7                                         | 11–7                                         | 11–7                                         | 11–7                                         | Division                                     | 4–6                                          | 4–6                                          |
| Division Sud-Est    | Division Sud-Est                             | Division Sud-Est                             | Division Sud-Est                             | Division Sud-Est                             | Division Sud-Ouest                           | Division Sud-Ouest                           | Division Sud-Ouest                           |
| Équipe              | Domicile                                     | Domicile                                     | Extérieur                                    | Extérieur                                    | Équipe                                       | Domicile                                     | Extérieur                                    |
| Atlanta             | 119-109                                      |                                              | 101-91                                       | 121-113                                      | Dallas                                       | 109-97                                       | 112-110                                      |
| Charlotte           | 110-99                                       | 108-94                                       | 128-114                                      | 119-102                                      | Houston                                      | 104-105                                      | 115-107                                      |
| Miami               | 103-97                                       | 104-102                                      | 101-102                                      | 99-108                                       | Memphis                                      | 119-105                                      | 101-105                                      |
| Orlando             | 130-111                                      | 116-105                                      | 118-98                                       |                                              | La Nouvelle-Orléans                          | 100-82                                       | 124-131                                      |
| Washington          | 118-113                                      | 115-102                                      | 115-120                                      | 94-109                                       | San Antonio                                  | 112-106                                      | 97-78                                        |
|                     | 9–0                                          | 9–0                                          | 5–4                                          | 5–4                                          |                                              | 4–1                                          | 3–2                                          |
| Division            | 14–4                                         | 14–4                                         | 14–4                                         | 14–4                                         | Division                                     | 7–3                                          | 7–3                                          |
| Conférence          | 34–18 (Domicile : 21–5 ; Extérieur : 13–13)  | 34–18 (Domicile : 21–5 ; Extérieur : 13–13)  | 34–18 (Domicile : 21–5 ; Extérieur : 13–13)  | 34–18 (Domicile : 21–5 ; Extérieur : 13–13)  | Conférence                                   | 18–12 (Domicile : 9–6 ; Extérieur : 9–6)     | 18–12 (Domicile : 9–6 ; Extérieur : 9–6)     |
| Total               | 52–30 (Domicile : 30–11 ; Extérieur : 22–19) | 52–30 (Domicile : 30–11 ; Extérieur : 22–19) | 52–30 (Domicile : 30–11 ; Extérieur : 22–19) | 52–30 (Domicile : 30–11 ; Extérieur : 22–19) | 52–30 (Domicile : 30–11 ; Extérieur : 22–19) | 52–30 (Domicile : 30–11 ; Extérieur : 22–19) | 52–30 (Domicile : 30–11 ; Extérieur : 22–19) |

## Effectif
| 76ers de Philadelphie Effectif en fin de saison    |    |                        |                        |                     |
| Entraîneur : Brett Brown                           |    |                        |                        |                     |
| Arrière, Ailier                                    | 1  | Drapeau des États-Unis | Justin Anderson        | Virginie            |
| Meneur, Arrière                                    | 0  | Drapeau des États-Unis | Jerryd Bayless         | Arizona             |
| Arrière                                            | 18 | Drapeau de l'Italie    | Marco Belinelli        | Italie              |
| Ailier fort, Ailier                                | 33 | Drapeau des États-Unis | Robert Covington       | Tennessee State     |
| Pivot                                              | 21 | Drapeau du Cameroun    | Joel Embiid            | Kansas              |
| Meneur, Arrière                                    | 20 | Drapeau des États-Unis | Markelle Fultz         | Washington          |
| Ailier, Ailier fort                                | 22 | Drapeau des États-Unis | Richaun Holmes         | Bowling Green       |
| Ailier fort                                        | 23 | Drapeau de la Turquie  | Ersan İlyasova         | Turquie             |
| Meneur                                             | 11 | Drapeau des États-Unis | Demetrius Jackson (TW) | Notre Dame          |
| Ailier fort                                        | 5  | Drapeau des États-Unis | Amir Johnson           | Westchester HS (CA) |
| Arrière                                            | 30 | Drapeau de la Turquie  | Furkan Korkmaz         | Turquie             |
| Arrière, Ailier                                    | 7  | Drapeau de la France   | Timothé Luwawu         | France              |
| Meneur                                             | 12 | Drapeau des États-Unis | T. J. McConnell        | Arizona             |
| Arrière                                            | 17 | Drapeau des États-Unis | J. J. Redick           | Duke                |
| Ailier fort                                        | 9  | Drapeau de la Croatie  | Dario Šarić            | Croatie             |
| Ailier, Ailier fort                                | 25 | Drapeau de l'Australie | Ben Simmons            | LSU                 |
| (C) - Capitaine, (TW) - Two-way contract, - Blessé |    |                        |                        |                     |

## Transactions

### Échanges
| 19 juin 2017    | A 76ers de PhiladelphieChoix #1 de la draft 2017 (Markelle Fultz)        | A Celtics de BostonChoix #3 de la draft 2017 (Jayson Tatum) Futur premier tour de draft (protégé) |
| 22 juin 2017    | A 76ers de PhiladelphieChoix #25 de la draft 2017 (Anžejs Pasečņiks)     | A Magic d'OrlandoPremier tour de draft 2020 (protégé) Second tour de draft 2020                   |
| 28 juin 2017    | A 76ers de PhiladelphieSecond tour de draft 2018 Compensation financière | A Rockets de HoustonShawn Long                                                                    |
| 6 juillet 2017  | A 76ers de PhiladelphieCompensation financière                           | A Bucks de MilwaukeeDroits sur Sterling Brown (#46)                                               |
| 6 juillet 2017  | A 76ers de PhiladelphieCompensation financière                           | A Clippers de Los AngelesDroits sur Jawun Evans (#39)                                             |
| 7 décembre 2017 | A 76ers de PhiladelphieTrevor Booker                                     | A Nets de BrooklynJahlil Okafor Nik Stauskas Second tour de draft 2019                            |

### Joueurs qui re-signent
| Date       | Joueur           | Contrat                                                                          |
| ---------- | ---------------- | -------------------------------------------------------------------------------- |
| 10/10/2017 | Joel Embiid      | Extension de contrat de 146 500 000 $ sur 5 ans à partir de la saison 2018-2019. |
| 17/11/2017 | Robert Covington | Extension de contrat de 62 000 000 $ sur 4 ans à partir de la saison 2018-2019.  |

### Options dans les contrats
| Date       | Joueur                  | Option                                                                           |
| ---------- | ----------------------- | -------------------------------------------------------------------------------- |
| 31/10/2017 | Justin Anderson         | Philadelphie exerce son option d'équipe de 2 520 000 $ pour la saison 2018-2019. |
| 31/10/2017 | Timothé Luwawu-Cabarrot | Philadelphie exerce son option d'équipe de 1 450 000 $ pour la saison 2018-2019. |
| 31/10/2017 | Dario Šarić             | Philadelphie exerce son option d'équipe de 2 530 000 $ pour la saison 2018-2019. |
| 31/10/2017 | Ben Simmons             | Philadelphie exerce son option d'équipe de 6 430 000 $ pour la saison 2018-2019. |

### Arrivés
| Date       | Joueur          | Contrat                           | Provenance                   |
| ---------- | --------------- | --------------------------------- | ---------------------------- |
| 04/07/2017 | Furkan Korkmaz  | Contrat de 2 970 000 $ sur 2 ans  | Anadolu Efes                 |
| 08/07/2017 | Markelle Fultz  | Contrat de 15 400 000 $ sur 2 ans | Huskies de Washington (NCAA) |
| 08/07/2017 | Amir Johnson    | Contrat de 11 000 000 $ sur 1 an  | Celtics de Boston            |
| 08/07/2017 | J. J. Redick    | Contrat de 23 000 000 $ sur 1 an  | Clippers de Los Angeles      |
| 12/02/2018 | Marco Belinelli | Contrat de 815,000 $ sur 1 an     | Hawks d'Atlanta              |
| 28/02/2018 | Ersan İlyasova  | Contrat de 566,000 $ sur 1 an     | Hawks d'Atlanta              |

#### Two-way contract
| Date       | Joueur               | Provenance                       |
| ---------- | -------------------- | -------------------------------- |
| 26/08/2017 | James Michael McAdoo | Warriors de Golden State         |
| 14/10/2017 | Jacob Pullen         | 76ers de Philadelphie            |
| 05/01/2018 | James Young          | Herd du Wisconsin (NBA G League) |
| 15/01/2018 | Demetrius Jackson    | Rockets de Houston               |

#### Contrat de 10 jours
| Date       | Joueur        | Provenance                             |
| ---------- | ------------- | -------------------------------------- |
| 23/01/2018 | Larry Drew II | Skyforce de Sioux Falls (NBA G League) |

### Départs
| Date       | Joueur                 | Raison départ | Nouvelle équipe ¹                     |
| ---------- | ---------------------- | ------------- | ------------------------------------- |
| 01/07/2017 | Alex Poythress         | Agent libre   | Pacers de l'Indiana                   |
| 01/07/2017 | Sergio Rodríguez Gómez | Agent libre   | CSKA Moscou                           |
| 01/07/2017 | Tiago Splitter         | Retraite      | Nets de Brooklyn (encadrement)        |
| 01/07/2017 | Gerald Henderson Jr.   | Agent libre   |                                       |
| 04/01/2018 | Jacob Pullen           | Coupé         | Mahram Téhéran                        |
| 15/01/2018 | James Michael McAdoo   | Coupé         | Blue Coats du Delaware (NBA G League) |
| 28/02/2018 | Trevor Booker          | Coupé         | Pacers de l'Indiana                   |
| 26/03/2018 | James Young            | Coupé         |                                       |

¹ Il s'agit de l’équipe pour laquelle le joueur a signé après son départ, il a pu entre-temps changer d'équipe ou encore de pays.
| Date       | Joueur             | Nouvelle équipe                       |
| ---------- | ------------------ | ------------------------------------- |
| 14/10/2017 | Andrew Andrews     | Blue Coats du Delaware (NBA G League) |
| 14/10/2017 | James Blackmon Jr. | Blue Coats du Delaware (NBA G League) |
| 14/10/2017 | Kris Humphries     |                                       |
| 14/10/2017 | Marc Loving        | Blue Coats du Delaware (NBA G League) |
| 14/10/2017 | Emeka Okafor       | Blue Coats du Delaware (NBA G League) |
| 14/10/2017 | James Webb III     | Blue Coats du Delaware (NBA G League) |

### Joueurs "agents libres" à la fin de la saison
| Joueur          | Fin de saison |
| --------------- | ------------- |
| Marco Belinelli | Agent libre   |
| Ersan İlyasova  | Agent libre   |
| Amir Johnson    | Agent libre   |
| J. J. Redick    | Agent libre   |

## Récompenses
| Date       | Joueur      | Récompense                                  |
| ---------- | ----------- | ------------------------------------------- |
| Novembre   | Ben Simmons | Rookie du mois dans la conférence Est       |
| 22 janvier | Joel Embiid | Joueur de la semaine dans la conférence Est |
| Janvier    | Ben Simmons | Rookie du mois dans la conférence Est       |
| 12 février | Joel Embiid | Joueur de la semaine dans la conférence Est |
| 18 février | Joel Embiid | ☆ All-Star 2018 ☆                           |
| Février    | Ben Simmons | Rookie du mois dans la conférence Est       |
| Mars/Avril | Ben Simmons | Rookie du mois dans la conférence Est       |
| Mars/Avril | Brett Brown | Entraîneur du mois dans la conférence Est   |